# 聖瑪麗斯 (喬治亞州)
聖瑪麗斯（英語：St. Marys）是一個位於美國喬治亞州康登縣的城市。

## 地理
聖瑪麗斯的座標為30°45′23″N 81°34′17″W / 30.75639°N 81.57139°W，而該地的平均海拔高度為3米（即10英尺）。

## 人口
根據2010年美國人口普查的數據，聖瑪麗斯的面積為64.50平方千米，當中陸地面積為58.30平方千米，而水域面積為6.20平方千米。當地共有人口17121人，而人口密度為每平方千米265人。